# 弗拉基米尔·雅科夫列维奇·切卡洛夫
弗拉基米尔·雅科夫列维奇·切卡洛夫（俄語：Владимир Яковлевич Чекалов，1924年？月？日—1969年？月？日），是苏联克格勃人员，曾任克里姆林宫警卫队局长，1964年奉命与弗拉基米尔·叶菲莫维奇·谢米恰斯内接送尼基塔·谢尔盖耶维奇·赫鲁晓夫去罢黜会场。